# Virgilio Rodolfo Quiroz
Virgilio Rodolfo Quiroz Herrera (Tegucigalpa
, Francisco Morazán, Honduras; 28 de octubre de 1998) es un futbolista hondureño. Juega de defensa o mediocampista en la actualidad es agente libre de la Liga Nacional de Fútbol de Honduras.

## Clubes
| Club  | País     | Año  |
| ----- | -------- | ---- |
| INFOP | Honduras | 2015 |

## Palmarés

### Campeonatos nacionales
| Título                      | Club              | País     | Año           |
| --------------------------- | ----------------- | -------- | ------------- |
| Liga de Ascenso de Honduras | Honduras Progreso | Honduras | Apertura 2013 |